# 尼尔卡陶
尼尔卡陶，是匈牙利索博尔奇-索特马尔-贝拉格州所辖的一个村。总面积38.63平方公里，总人口1790，人口密度46.3人/平方公里（2011年1月1日）。